# Macrobi
|  | Per a altres significats, vegeu «Macrobi (desambiguació)». |

Macrobi Ambrosi Teodosi (llatí: Macrobius Ambrosius Theodosius) va ser un gramàtic i filòsof romà que va viure a final del segle iv i començament del segle v.

## Biografia
Se saben molt poques coses de la seva vida. Parma i Ravenna reclamen ser les ciutats que el van veure néixer, i s'ha dit força que podria haver estat grec, però el fet és que ell mateix afirma que no és nadiu d'Itàlia, i clarament s'identifica amb el món llatí contraposat al món grec. El més probable és que fos un africà de llengua llatina.
Ha estat identificat amb diversos personatges de nom Macrobi, però el fet és que l'autor no era conegut com a Macrobi ans pel seu tercer nom, Teodosi. Així doncs, cal identificar-lo amb el Teodosi que era prefecte del pretori a Itàlia el 430.

## Obres
Obres seves foren:
- Saturnaliorum Conviviorum Libri VII.
- Commentarius ex Cicerone in Somnium Scipionis.
- De Differentiis et Societatibus Graeci Latinique Verbi.

## Influència en la literatura catalana
El Somni d'Escipió de Ciceró, amb el comentari sobre aquest de Macrobi, que acompanyava sempre a l'obra ciceroniana a l'edat mitjana, és l'obra de la qual parteix Bernat Metge en escriure Lo Somni.